# Spitzerbach (Lein)
Der Spitzerbach, am Oberlauf Enzelbach genannt, ist ein Bach des Welzheimer Waldes im Gebiet der Gemeinde Alfdorf des baden-württembergischen Rems-Murr-Kreises. Nach 3 km langem Lauf insgesamt nach Nordwesten mündet er wenig oberhalb des Einzelanwesens Strübelmühle der Gemeinde von rechts in deren Mühlkanal neben der mittleren Lein.

## Geographie

### Verlauf
Der unbeständig wasserführende Oberlauf Enzelbach beginnt seinen Lauf in einem Graben, der ungefähr 450 Meter südwestlich der Ortsmitte des Alfdorfer Weilers Enderbach auf etwa 502 m ü. NHN gegenüber einem an der Nordwestseite der Straße von Enderbach nach Alfdorf in den Mahdenäckern stehenden Aussiedlerhof einsetzt. Der Graben zieht sehr gerade zwischen Feldern und Wiesen südostwärts und biegt nach etwa einem halben Kilometer um das innerhalb des Winkels liegende Gewann Enzelbach nach Südwesten ab.
Nunmehr wird er von einem ausgebauten Feldweg begleitet und erstmals stehen auch Baum und Strauch in lockerer Folge am Ufer. Nach weiteren 400 Metern hat er die Straße Enderbach–Alfdorf erreicht, an welcher der offene Lauf zunächst endet, denn auf den nächsten 300 Metern nach Westen in einem breiten Auenwiesenstreifen jenseits der Straße gibt es heute keinen offenen Lauf mehr. Eine ältere topographische Karte aus der ersten Hälfte des 20. Jahrhunderts zeigt dort eine unbeständige Fortsetzung bis zum Beginn des Waldtals, dem sogar von einer Quelle in der Wiese aus ein naher und fast paralleler verlaufender beständigerer linker Wiesenast zuläuft; die oberirdischen Gewässer sind wohl durch Dränage der Wiese verschwunden.
Nach dieser setzt auf etwa 480 m ü. NHN der Talwald ein, in dem der offene Lauf des nun Spitzerbach genannten Bachs wieder einsetzt, der nun ein natürliches Gepräge hat. Der sich stärker eingrabende Bach mit halb- bis drei Meter breiter, steiniger oder sandiger Sohle mäandert, anfangs mehr von standorttypischen Laubbäumen, später mehr von Nadelhölzern begleitet, und wendet sich dabei mehr und mehr nach Norden. Nach den ersten etwa 400 Metern im Wald zieht sich linksseits die Hangweide Abendhalde fast bis ans Ufer herab, in ihr entspringen einige kleine Sickerquellen im Knollenmergel, wie sie auch den weiteren Waldlauf säumen. Nach der schon erwähnten älteren Karte mündete damals in diesem Bereich ein längerer Hangbach, dessen Mulde noch gut erkennbar ist, dessen oberer Lauf aber inzwischen wohl auch der Dränage zum Opfer gefallen ist.
Zwischen den Begleithöhen der Kotebene links und des Spitz rechts, die danach wieder bis an den mittleren Talhang bewaldet sind, laufen Tal und Bach nordwestwärts, zuletzt öffnet sich dabei der Talgrund zu einer schmalen Wiese und aus einem südwestlichen Nebenwaldtal läuft am Steigenfuß der L 1153 Alfdorf–Kapf–Nardenheim der etwa 0,7 km lange Euerlesbach von links zu, der einzige Zufluss des Spitzerbachs von einiger Bedeutung.
Der Bach folgt der linken Seite dieser Landesstraße, entfernt sich dann aber bald von ihr in nördlichem Lauf über die rechte Leintalaue, zwischen Weideflächen zu beiden Seiten und von einer schwarzerlendominierten Baumgalerie begleitet. Stellenweise sind die Ufer mit Rasengittersteinen und Gabionen befestigt.
Schließlich mündet der Spitzerbach nach etwa 3,0 km langem Lauf mit mittlerem Sohlgefälle von rund 25 ‰ auf etwa 427 m ü. NHN und damit etwa 75 Höhenmeter unterhalb des Grabenbeginns des Enzelbachs von rechts in den Mühlkanal zur Alfdorfer Strübelmühle neben der mittleren Lein.

### Einzugsgebiet
Das Einzugsgebiet des Spitzerbachs ist etwa 2,5 km² groß und liegt im rechtsremsischen Teilraum Welzheimer Wald des Naturraums Schurwald und Welzheimer Wald. Es zerfällt in zwei landschaftlich verschiedene Teile. Die offene Hochebene um Enderbach und Alfdorf über dem und beidseits des Taleinschnittes gehört zu den Welzheim-Alfdorfer Platten des Welzheimer Waldes und wird fast völlig landwirtschaftlich genutzt, meist ackerbaulich, ausgenommen nur die ebenfalls diesen zugehörige obere Talmulde, die bewaldet ist. Sein kleinerer Teil im Norden, der das ebenfalls bestockte untere Tal und den Anteil an der Wiesenflur rechtsseits der Lein umfasst, gehört dagegen zum Hinteren Welzheimer Wald. Die mit jeweils etwa 513 m ü. NHN höchsten Punkte liegen am Nordosteck nahe dem wenig außerhalb stehenden Weiler Enderbach der Gemeinde Alfdorf und westlich davon auf dem Gipfel des Spitz. Zur Gemeinde Alfdorf gehört das gesamte Einzugsgebiet.
Es ist fast frei von Wohnbesiedlung, ausgenommen den Enderbacher Aussiedlerhof nahe dem Enzelbach-Ursprung nahe der nördlichen Wasserscheide, ein neueres Anwesen an der westlichen Wasserscheide dicht am außerhalb liegenden Alfdorfer Feuersee sowie den Nordrand eines Gewerbegebietes beim Alfdorfer Weiler Bonholz, das etwas über die südliche Wasserscheide herüberreicht, wenig jenseits von der auch dieser Weiler und das Dorf Alfdorf liegen.
Reihum grenzen die Einzugsgebiete folgender Nachbargewässer an:
- Im Nordwesten und dem übrigen Norden ist die Lein selbst bzw. auf einem kurzen Abschnitt der Mühlkanal zur Strübelmühle das nächste offene Dauergewässer, abgesehen von einem kurzen Hangbach zur Lein, der nahe bei Enderbach entsteht;
- im Südosten fließt der Aitelbach ebenfalls unterhalb des Mühlkanal-Rückflusses zur Lein, deren Wasser über den Kocher in den Neckar gelangt;
- jenseits der Wasserscheide im Süden entstehen am anderen Rand der Welzheim-Alfdorfer Platten einige Waldbäche, die über den Schweizerbach bei Lorch in die Rems entwässern, deren Abfluss weit oberhalb des Kochers den Neckar erreicht;
- im Südwesten fließt der Renisbach von nahe dem Feuersee zur Lein oberhalb des Spitzerbachs.

### Zuflüsse
- Euerlesbach, von links und Südwesten auf etwa 437 m ü. NHN[LUBW 2] am Steigenfuß der L 1153 Alfdorf–Strübelmühle–Gschwend-Nardenheim, 0,7 km[LUBW 6] und ca. 0,4 km².[LUBW 4] Entspringt auf etwa 477 m ü. NHN[LUBW 2] einer Hangquelle bei einigen Freizeitgrundstücken am oberen Rand des Talwaldes.

## Geologie
Die Hochflächenanteile des Einzugsgebietes oberhalb und beidseits der Waldtalkerbe des Baches liegen im Schwarzjura, dessen lokal höchste Schicht Obtususton um die südliche Wasserscheide liegt. Tiefer folgen in noch flachem Abfall der Arietenkalk, der Angulatensandstein und zuletzt als nur schmaler Streifen der Psilonotenton. Darunter setzt dann am Talhang der Mittelkeuper ein, zuoberst mit einem Band von Knollenmergel (Trossingen-Formation), dem bald der Stubensandstein (Löwenstein-Formation) folgt, in dessen Schichthöhe der Bach auch mündet.
Diese mesozoischen Schichten sind östlich des Enzelbachs durch geologisch viel jüngere quartäre überlagert, zumeist lösshaltige Fließerden, aber auch Lösslehm. In der flachen Mulde des Enzelbachs erstreckt sich ein Schwemmlandband in einer gegabelten, heute anscheinend meist wasserlosen Mulde, die an der Abendhalde den oberen Rand des oberen Waldtalabschnitts erreicht. In den Tälern des Spitzerbachs und des Euerlesbachs setzen solche dann erst wieder in Schichthöhe des Stubensandsteins ein, sie bestehen von Anfang an aus Auenlehmen und begleiten vereint den Bach bis zur Mündung in der weiten rechten Auenebene der Lein.
Eine von Westen kommende Störungslinie streicht wenig unterhalb der Schichtgrenze zum Stubensandstein ins Tal hinein und endet am rechten Talhang. Sie versetzt zuvor auf der Höhe linksseits des Spitzerbachstals auf einem Abschnitt den Obtususton im Süden gegen den Angulatensandstein im Norden, die Tiefscholle liegt also im Süden.

## Schutzgebiete
Die Talmulde des Spitzerbachs liegt vom Ende des Enzelbach-Oberlaufabschnitts bis zum Zufluss des Euerlesbachs am Übertritt in die offene Aue der Lein im Landschaftsschutzgebiet Welzheimer Wald mit Leintal. Dort wechselt der Bach ins Naturschutzgebiet Leintal zwischen Leinecksee und Leinhäusle über, in dem er bis zur Mündung verbleibt. Das gesamte Einzugsgebiet liegt innerhalb eines großen Wasserschutzgebietes und gehört zum Naturpark Schwäbisch-Fränkischer Wald.

## Tourismus
Der mit rotem Balken und der Beschriftung „HW 3“ oder mit rotem Strich und darüber einem grünen Laubbaum markierte Main-Neckar-Rhein-Weg (Hauptwanderweg 3) des Schwäbischen Albvereins auf seiner Etappe zwischen dem Hagbergturm im Norden und Lorch im Süden steigt aus dem Leintal kommend über den Talsporn zwischen Euerlesbach und Spitzerbach nach Alfdorf auf.

### LUBW
Amtliche Online-Gewässerkarte mit passendem Ausschnitt und den hier benutzten Layern: Lauf und Einzugsgebiet des Spitzerbachs

Allgemeiner Einstieg ohne Voreinstellungen und Layer: Daten- und Kartendienst der Landesanstalt für Umwelt Baden-Württemberg (LUBW) (Hinweise)
1. 1 2  Name Enzelbach nach der
  - Wegbeschreibung des Ebenen-Rundwegs auf dem Gemeindewebsite von Alfdorf, abgefragt am 16. September 2024.

An den Bachabschnitt grenzt nach dem Layer Liegenschaften und Gewässer zudem längstenteils ein Gewann Enzelbach.
2. 1 2 3 4 5 6  Höhe nach dem Höhenlinienbild auf dem Hintergrundlayer Topographische Karte.
3. ↑  Länge nach dem Layer Gewässernetz (AWGN), ergänzt um das auf der Gewässerkarte nicht berücksichtigtes Anfangsstück des Enzelbachs, das auf dem Hintergrundlayer Topographische Karte abgemessen wurde.
4. 1 2  Einzugsgebiet abgemessen auf dem Hintergrundlayer Topographische Karte.
5. ↑  Natur teilweise nach dem Layer Geschützte Biotope.
6. ↑  Länge nach dem Layer Gewässernetz (AWGN).
7. ↑  Schutzgebiete nach den einschlägigen Layern.

### Andere Belege
1. ↑  Verschwundene Läufe und Laufabschnitte nach:
  - Meßtischblatt 7124 Gmünd von 1932 in der Deutschen Fotothek
2. ↑  Hansjörg Dongus: Geographische Landesaufnahme: Die naturräumlichen Einheiten auf Blatt 171 Göppingen. Bundesanstalt für Landeskunde, Bad Godesberg 1961. → Online-Karte (PDF; 4,3 MB)
3. ↑  Geologie nach den Layern zu Geologische Karte 1:50.000 auf: Mapserver des Landesamtes für Geologie, Rohstoffe und Bergbau (LGRB) (Hinweise)